# Orlen Unipetrol
Orlen Unipetrol a.s. er et tjekkisk olieselskab og datterselskab til PKN Orlen. Virksomheden er engageret i olieraffinering, distribution og salg af olie, benzin og petrokemiske produkter. Selskabet blev etableret i 1994 og i 2004 blev det opkøbt af PKN Orlen. De har olieraffinaderier og industrianlæg i Litvínov, Kralupy nad Vltavou, Paramo in Pardubice og Kolín. De driver en tankstationkæde "Benzina" med 406 tankstationer i Tjekkiet.